# Trey Songz
Tremaine Aldon Neverson (Petersburg, Virginia, SAD, 28. studenog 1984.), bolje poznat po svom umjetničkom imenu Trey Songz je američki pjevač, tekstopisac i glumac. Svoj debitantski studijski album I Gotta Make It objavio je 2005. godine. Drugi studijski album Trey Day objavio je 2007. godine. Treći album Ready objavio je 2009., a sljedeće godine objavio je svoj četvrti album Passion, Pain & Pleasure.

## Diskografija
- I Gotta Make It (2005.)
- Trey Day (2007.)
- Ready (2009.)
- Passion, Pain & Pleasure (2010.)

## Filmografija
| Godina | Naziv                 | Uloga       | Bilješke                    |
| ------ | --------------------- | ----------- | --------------------------- |
| 2008.  | Queen of Media        | DJ I.V.     | film                        |
| 2009.  | Lincoln Heights       | Sebe        | Epizoda: "Relative Unknown" |
| 2010.  | Preacher's Kid        | Manja uloga |                             |
| 2010.  | When I Was 17         | Sebe        | Intervju                    |
| 2010.  | Trey Songz: My Moment | Sebe        | Intervju                    |

## Nagrade i nominacije
| Godina | Nagrada                                                          | Rezultat  |
| ------ | ---------------------------------------------------------------- | --------- |
| 2008.  | BET Award za najboljeg muškog R&B izvođača                       | Nominiran |
| 2008.  | Grammy za najbolji muški R&B vokal za "Can't Help but Wait"      | Nominiran |
| 2008.  | Ozone za najboljeg R&B izvođača                                  | Nominiran |
| 2009.  | Soul Train Awards za najbolju suradnju za "Successful"           | Nominiran |
| 2010.  | Grammy za najbolji R&B album za "Ready"                          | Nominiran |
| 2010.  | BET Award za najboljeg R&B izvođača                              | Osvojio   |
| 2010.  | BET Award za najbolju suradnju za "Say Ahh" zajedno s Fabolousom | Nominiran |
| 2010.  | BET Award za najbolju suradnju za "Successful" zajedno s Drakeom | Nominiran |
| 2010.  | BET Award za izbor gledatelja za "Say Ahh" zajedno s Fabolousom  | Nominiran |
| 2011.  | BET Award za najboljeg R&B izvođača                              | Nominiran |
| 2011.  | BET Award za Coca-Cola izbor gledatelja za "Bottom's Up"         | Nominiran |

## Vanjske poveznice
- Službena stranica
- Trey Songz na Twitteru
- Trey Songz na MySpaceu
- Trey Songz na Internet Movie Databaseu